# Chorthippus amplilineatus
Chorthippus amplilineatus är en insektsart som beskrevs av Ma, E.-b. och Y. Guo 1995. Chorthippus amplilineatus ingår i släktet Chorthippus och familjen gräshoppor. Inga underarter finns listade i Catalogue of Life.